# Hälsen
Hälsen är en sjö i Hudiksvalls kommun i Hälsingland och ingår i Ljusnans huvudavrinningsområde. Sjön är 36 meter djup, har en yta på 1,22 kvadratkilometer och är belägen 286,1 meter över havet. Sjön avvattnas av vattendraget Ängaån (Millmyrån). Vid provfiske har abborre, lake, röding och öring fångats i sjön.

## Delavrinningsområde
Hälsen ingår i det delavrinningsområde (682217-154470) som SMHI kallar för Utloppet av Hälsen. Medelhöjden är 297 meter över havet och ytan är 3,76 kvadratkilometer. Räknas de 2 avrinningsområdena uppströms in blir den ackumulerade arean 4,33 kvadratkilometer. Ängaån (Millmyrån) som avvattnar avrinningsområdet har biflödesordning 2, vilket innebär att vattnet flödar genom totalt 2 vattendrag innan det når havet efter 89 kilometer. Avrinningsområdet består mestadels av skog (67 procent). Avrinningsområdet har 1,22 kvadratkilometer vattenytor vilket ger det en sjöprocent på 32,5 procent.